# Позняк, Александр Александрович
Александр Александрович Позняк (бел. Аляксандр Аляксандравіч Пазняк; род. 23 июля 1994, Ли́да, Гродненская область) — белорусский футболист, защитник дзержинского «Арсенала». Выступал в национальной сборной Беларуси.

## Карьера

### Клубная
Воспитанник лидской ДЮСШ. В 15-летнем возрасте перешёл в гродненский «Неман», где в первое время играл за юношескую команду, а затем за дубль. В первой половине сезона 2014 на правах аренды выступал за футбольный клуб «Лида», в его составе отыграл 13 матчей во втором дивизионе чемпионата Беларуси. В сентябре 2014 года дебютировал в основном составе "Немана и стал железным игроком основы
В январе 2016 года продлил контракт с «Неманом» ещё на два года. В феврале 2017 года перешёл в солигорский «Шахтёр». Сезон 2017 года начал в стартовом составе, однако впоследствии стал чаще оказываться на скамейке запасных. Неоднократно вызывался в дублирующий состав команды. Завоевал бронзовые медали чемпионата Беларуси 2017 года, стал финалистом Кубка Беларуси 2016/17 (в финале не играл). В январе 2018 года был арендован «Городеей».
В феврале 2019 года Позняк подписал двухлетний контракт с «Неманом». Выступал преимущественно в дублирующем составе, два раза появившись в основе команды. В июле покинул «Неман» и стал игроком «Городеи», заключив контракт на 1,5 года. Закрепился в стартовом составе команды. В декабре по окончании аренды вернулся в Солигорск.
В январе 2019 года стало известно, что защитник покидает солигорский клуб и может вернуться в «Неман». В феврале после просмотра подписал двухлетний контракт с гродненским клубом. Сыграл за основную команду гродненцев только в двух матчах, остальное время выступал за дубль. В июле по соглашению сторон покинул «Неман» вскоре вновь стал игроком «Городеи», подписав контракт на 1,5 года, где стал основным защитником.
В феврале 2021 года подписал контракт с брестским «Динамо». На поле появлялся редко, преимущественно оставался на скамейке запасных. В июле покинул «Динамо» и вскоре присоединился к северомакедонским «Работничкам», где закрепился в стартовом составе.
В феврале 2022 года перешёл в «Минск», став ключевым защитником. В июне 2022 года покинул клуб.
В июле 2022 года стал игроком карагандинского «Шахтёра». Дебютировал за клуб 2 июля 2022 года в матче против «Актобе». Закрепился в основной команде клуба, став одним из ключевых защитников. По окончании сезона покинул клуб.
В январе 2023 года футболист перешёл в минское «Динамо». Затем в феврале 2023 года футболист отправился в распоряжение российского клуба «Кубань». В конце месяца на правах арендного соглашения перешёл в российский клуб до конца сезона. В июне 2023 года по окончании срока арендного соглашения покинул российский клуб.
В начале 2025 года перешел в «Слуцк», который стал восьмым белорусским клубом в карьере футболиста.

### В сборной
Александр привлекался в юношескую сборную (до 19), в которой провёл один матч. С 2014 года стал привлекаться и играть в основном составе за молодёжную сборную Беларуси, провёл в её составе 34 игры. Выступал в Кубке Содружества, на котором вместе со своей сборной дважды становился бронзовым призёром турнира. В отборочном раунде молодежного чемпионата Европы отыграл от звонка до звонка все матчи.
26 февраля 2020 года дебютировал в национальной сборной в товарищеском матче против Болгарии.

## Статистика
| Клуб             | Сезон            | Лига             | Лига | Лига | Кубки | Кубки | Еврокубки | Еврокубки | Итого | Итого |
| Клуб             | Сезон            | Турнир           | Игры | Голы | Игры  | Голы  | Игры      | Голы      | Игры  | Голы  |
| ---------------- | ---------------- | ---------------- | ---- | ---- | ----- | ----- | --------- | --------- | ----- | ----- |
| Лида             | 2014             | Первая лига      | 13   | 0    | 1     | 0     | 0         | 0         | 14    | 0     |
| Неман            | 2014             | Высшая лига      | 10   | 0    | 0     | 0     | 0         | 0         | 10    | 0     |
| Неман            | 2015             | Высшая лига      | 23   | 0    | 6     | 0     | 0         | 0         | 29    | 0     |
| Неман            | 2016             | Высшая лига      | 27   | 0    | 2     | 0     | 0         | 0         | 29    | 0     |
| Шахтёр           | 2017             | Высшая лига      | 10   | 0    | 5     | 0     | 1         | 0         | 16    | 0     |
| Городея          | 2018             | Высшая лига      | 26   | 1    | 1     | 0     | 0         | 0         | 27    | 1     |
| Неман            | 2019             | Высшая лига      | 2    | 0    | 0     | 0     | 0         | 0         | 2     | 0     |
| Городея          | 2019             | Высшая лига      | 6    | 0    | 1     | 0     | 0         | 0         | 7     | 0     |
| Городея          | 2020             | Высшая лига      | 24   | 1    | 1     | 0     | 0         | 0         | 25    | 1     |
| Динамо-Брест     | 2021             | Высшая лига      | 3    | 0    | 1     | 0     | 0         | 0         | 4     | 0     |
| Работнички       | 2020/21          | Первая лига      | 17   | 0    | 0     | 0     | 0         | 0         | 17    | 0     |
| Всего за карьеру | Всего за карьеру | Всего за карьеру | 161  | 2    | 18    | 0     | 1         | 0         | 180   | 2     |

* — обновление данных на 12.03.2022 г.